# Monika Fuchs (Unternehmerin)
Monika Fuchs (* 16. März 1938 in Hannover) ist eine deutsche Unternehmerin, die mit Social Dining in Hamburg bekannt wurde und davor zeitweise auch belletristisch tätig war. In jüngerer Zeit wird sie durch eine Reihe von Auftritten in Internet- und Fernsehformaten wie zum Beispiel dem SWR-Dokumentarfilm Frau Fuchs kocht sich zum Nordpol (2022) vornehmlich als Köchin und Youtuberin wahrgenommen.

## Leben
Fuchs hatte vier Geschwister und wuchs bei ihrer Familie in Hannover auf. Um an der Werkkunstschule Hannover zugelassen zu werden, erlernte sie den Beruf der Schneiderin. Mit 18 wanderte sie in die USA aus, wo sie ihren ersten Mann, einen Architekten, kennenlernte. In zweiter Ehe war sie mit dem Gastronomen Roland Fuchs verheiratet und lebte u. a. auf den Philippinen und in Neuseeland, bevor sie sich nach einer Phase im Schwarzwald in Hamburg niederließ. Dort arbeitete sie bis kurz nach ihrem 50. Lebensjahr als Journalistin für den Hamburger Presse Fachverlag, danach als freie Journalistin.

## Wirken
Um dieselbe Zeit entstand ihr erstes Buch Lass los – ich fliege! Eine Liebesgeschichte (1988), das bei Rowohlt erschien. Unter dem Pseudonym „Violetta van Born“ betätigte sie sich aber auch als Autorin von Liebesromanen, die unter Titeln wie Geheimnisvolle Fremde oder Verwechslung z. B. im Heftromanverlag Kelter erschienen, zum Teil aber auch in tschechischer Übersetzung bei Ivo Železný in Prag.
Später arbeitete sie in einem Catering-Service für Film- und TV-Produktionen und war danach unter anderem für die Versorgung der Gäste der Talkshows Johannes B. Kerner und Beckmann zuständig, wobei sie letzteren 16 Jahre lang, von 1998 bis 2014, betreute. Nach Einstellung dessen gleichnamiger Sendung bekochte sie fünf Jahre lang jeden Freitag im Wohnzimmer der eigenen Wohnung in Hamburg 28 Gäste mit einem Menü von 5 Gängen. Die Einnahmen, die über die Deckung ihrer Auslagen hinausgingen, wurden für eine Stiftung für krebskranke Kinder gespendet.
Schon mit dem karitativen Zwecken dienenden „Restaurant mit Fünf-Gänge-Menü im Wohnzimmer“ in Harvestehude hatte Monika Fuchs ab 2015 die Aufmerksamkeit von Medien wie dem Hamburger Abendblatt oder Sat.1 regional, aber auch der überregional erscheinenden Zeitschrift Stern erregt. Im April 2017 wurde sie zudem von den frauenseiten.bremen zur „Frau der Woche“ gekürt. Darüber hinaus erschien Ende März des darauffolgenden Jahres eine umfangreiche Gastrokritik des Restaurantkritikers Michael Allmaier in der Wochenzeitung Die Zeit.  Nach dem Start ihres eigenen YouTube-Kanals Monika Fuchs kocht wurde Monika Fuchs ab 2018 in Medienberichten rasch als eine der ältesten YouTuberinnen Deutschlands bezeichnet, in Spiegel oder Focus später sogar als „Influencerin“. Die Autorin und Journalistin Angela Meyer-Barg widmete Fuchs 2020 als „Deutschlands älteste Food-Bloggerin“ ein umfangreiches Kapitel in ihrem Buch Wir versilbern das Netz!. 2019 war sie überdies in zentraler Rolle in einem einstündigen Dokumentarfilm über Die Isestraße in Hamburg zu sehen, der im NDR gesendet wurde.
Mit zunehmender Bekanntheit wurde nicht mehr nur regional und überregional über Monika Fuchs berichtet, sie wurde auch als Gast in bekannte Rundfunksendungen eingeladen. Im Februar 2020 begrüßte Sarah Kuttner sie beispielsweise als Studiogast in der öffentlich-rechtlichen Fernsehsatireshow extra 3. Im Dezember 2021 war Fuchs als Kontrahentin Tim Mälzers in der siebten Staffel der VOX-Kochshow Kitchen Impossible in der 166-minütigen Episode Tim Mälzer vs. Monika Fuchs zu sehen, wobei sie Mälzer in den ihr gestellten Aufgaben unterlag. Im Jahr zuvor war sie Gast bei Grill den Henssler, ebenfalls in einer Folge unter Mitwirkung Mälzers, wobei dieser und Henssler eines ihrer Gerichte nachzukochen hatten. Auch im Radio war Monika Fuchs nun vermehrt zu hören, sehr ausführlich beispielsweise in der Sendung Klassik à la carte auf NDR Kultur, in welcher der interviewte Studiogast immer auch für die Musikauswahl verantwortlich ist oder in der SWR-1-Sendung Erzähl mir was Neues, wo sie Wolfgang Heim ihre Lebensgeschichte erzählte. Unlängst war sie auch als Gast in diversen Podcast-Formaten zu hören; als „Stammgast“ wirkt sie an Tim Mälzers und Sebastian Mergets 2019 mit dem Social-Media-Preis Die Goldenen Blogger ausgezeichneten Podcast Fiete Gastro mit. Gleichfalls im Radioprogramm gesendet wurde Ende 2021 die Folge Gastgeber*in sein: Wie gelingt der perfekte Abend? des N-Joy-Podcasts Flexikon, in der Monika Fuchs und Hochzeitsplaner Frank „Froonck“ Matthée als Experten zum Folgenthema fungierten. 2022 erschien schließlich der im SWR gesendete Dokumentarfilm Frau Fuchs kocht sich zum Nordpol. In diesem Zusammenhang wurde sie auch als Gast in die renommierte NDR Talkshow eingeladen. 2023 brachte der SWR einen weiteren Dokumentarfilm Frau Fuchs kocht sich durchs Baltikum heraus.
Fuchs ist einmal geschieden, in zweiter Ehe verwitwet, Mutter von vier Kindern und mehrfache Großmutter.

## Veröffentlichungen (Auswahl)
- Monika Fuchs: Lass los – ich fliege! Eine Liebesgeschichte. Rowohlt Taschenbuch Verlag, Reinbek 1988, ISBN 978-3-499-12401-3
- Violetta van Born (pseudonym): Tajemný neznámý, ins Tschechische übertragen von Helena Apolínová. Verlag Ivo Železný, Prag 1992, ISBN 80-7116-417-8
- Violetta van Born (pseudonym): Záměna, ins Tschechische übertragen von Stanislava Hřebíčková. Verlag Ivo Železný, Prag 1993, ISBN 80-7116-715-0.
- Violetta van Born (pseudonym): Krátký románek s mahárádžou, ins Tschechische übertragen von Gina Šafaříková. Verlag Ivo Železný, Prag 1996, ISBN 80-237-3019-3.
- Monika Fuchs: Den Faden halten. Mein stürmisches Leben. Rowohlt Verlag, Hamburg 2023, ISBN 978-3-498-00154-4

## Fernsehauftritte (Auswahl)
- 2019: die nordstory - Die Isestraße: Europas längster Markt zwischen Viadukt und Isebek, (NDR Fernsehen, Folge vom 16. August 2019)[34][35]
- 2020: extra 3 (NDR, Folge vom 19. Februar 2020)[36]
- 2020: Grill den Henssler (VOX, 2. August 2020)[24]
- 2021: Kitchen Impossible/Staffel 7 (VOX, Folge Tim Mälzer vs. Monika Fuchs vom 12. Dezember 2021)[37]
- 2022: Frau Fuchs kocht sich zum Nordpol (SWR)[38]
- 2023: Frau Fuchs kocht sich durchs Baltikum (SWR)[39]